# 动力机械
动力机械(power generating machine)是指把热能或化学能等能量转换成动能的形式，供其它机械使用的机械装置，主要有蒸氣機、汽轮机、内燃机（汽油機、柴油機、煤氣機等）、熱氣機、噴氣式發動機、航空发动机等。在工業、農業、交通、採礦、兵工等需要重型車輛的部門，內燃機的應用最為廣泛。此外，交通運輸工具（船、車、飛行器）、小型發電裝置等之結構亦使用內燃機為動力。與電機不同在於～電機是機械能與電能之間轉換裝置的通稱。
其可衍生的技術與研究領域有：
1. 動力系統技術
2. 機電整合技術
3. 光機電構裝技術
4. 微系統科技
5. 精密機械技術